# 1914 na Alemanha
Esta é uma cronologia dos fatos acontecimentos de ano 1914 na Alemanha.

## Eventos
- 1 de agosto: O Império Alemão declara guerra à Rússia.[1]
- 2 de agosto: O Império Alemão e o Império Otomano assinam um tratado de aliança.[2]
- 3 de agosto: A Alemanha declara guerra à França.[2] Tropas alemãs invadem a Bélgica.
- 4 de agosto: O Império Britânico declara guerra ao Império Alemão.[3]
- 5 de agosto: Tropas alemãs lançam um ataque noturno na cidade belga de Liège.[4]
- 6 de agosto: A Sérvia declara guerra ao Império Alemão.[4]
- 9 de agosto: O submarino alemão U-15 é afundado pelo navio HMS Birmingham.
- 23 de agosto: O Japão declara guerra ao Império Alemão.[5]